# Meudon (Quessoy)
Pour les articles homonymes, voir Meudon (homonymie).
Meudon est un lieu-dit de la ville de Quessoy dans le département des Côtes-d'Armor en Bretagne, où se trouve une carrière de kaolin.

## Lieu naturel: la carrière

### Histoire
Son origine remonte à François Le Dù, qui ouvre la première carrière de kaolin, celle-ci est déclarée le 5 décembre 1898 près de Meudon. Il s'agit alors d'une exploitation de terre réfractaire et de kaolin qui consiste en une excavation à ciel ouvert de 5 mètres sur 5 mètres sur une profondeur de 7 mètres. En 1908, l'excavation, atteint 8 mètres de diamètre et est de forme circulaire.
Le gisement actuel de Quessoy se trouve à proximité de cette première carrière. Il a été découvert en 1951 ; date à laquelle la majorité des bâtiments d'exploitation ont été construits, notamment l'usine de lavage.

### Site actuel
On y trouve la carrière de kaolin de la Société Kaolinière Armoricaine (SOKA). Cette carrière est d'une superficie supérieure à 120 hectares dont seulement une trentaine est valorisée à ce jour. Le gisement de kaolin provient de la transformation d'une partie du massif granitique. Le site se compose, d'une part de l'excavation et, d'autre part de l'unité de transformation. 

## Origine du nom
Sans doute son nom est lié à sa carrière de Kaolin, Kaolin qui est très proche du Blanc de Meudon de la Ville de Meudon ?